# 福特基金會
福特基金会（英語：Ford Foundation）是以美國纽约為總部，致力于人类福利促进发展的私人基金会。基金会由埃德塞尔·福特和亨利·福特于1936年创建，最初是用埃德塞尔·福特捐赠的25000美元启动运行的。到1947年两位创始人已不在人世之時，基金会持有福特汽车公司90%的无表决权股份（福特家族保留了有表决权股份）。1955年至1974年间，基金会出售了其持有的福特汽车公司股份，因而如今不再在汽车公司内发挥作用。
基金会通过总部和十个国际办事处来审批预算。2014财年，它通报的资产为124亿美元，批准了5.079亿美元的撥款。

## 历史
基金会于1936年1月15日由福特汽车公司总裁埃德塞尔·福特和其他两名高管在密歇根州成立，以“獲取和管理资金，用于對大眾福祉有益的科学、教育与慈善目的”。在其早期，福特基金会在密歇根州福特家庭成员和他们的同事的领导下运行，基金会支持亨利福特医院、亨利福特博物馆和格林菲尔德村，以及其他组织。
1943年埃德塞尔·福特去世后，埃塞尔的长子亨利福特二世繼任基金会主席。基金会很快就成为了世界上最大的慈善事业。此后董事会委托Gaither Study Committee为基金会的未来发展绘制蓝图。委员会在加州律师 H. Rowan Gaither的领导下，建议基金会向国际慈善事业转型，并致力于促进人类福利发展，“敦促基金会关注解决人类所面临的最紧迫的问题，无论他们可能是什么，而不是在任何特定领域工作……。”董事会于1949年接受了建议。
董事会决定多元化基金会的投资组合，并在1955年至1974年期间逐渐賣出自己的大量福特汽车公司股票。这种剥离让福特汽车成为一家上市公司。
2012年，该基金会宣称，它不是一个研究图书馆，并将其档案从纽约市转移到纽约州Sleepy Hollow的洛克菲勒档案中心。

### 主要赠款和举措
根据Gaither Study Committee所提出的，并在1949年被基金会的董事会所接受的建议，基金会扩大了其资助范围，包括支持高等教育、艺术、经济发展、公民权利和环境等领域。
1951年，基金会首次拨款支持公共广播系统的发展，后来被称为国家教育电视（NET），于1952年啟播。 这些补助继续，在1969年，基金会向儿童电视讲习班捐款100万美元，以帮助创建和开播《芝麻街》。 公共广播公司于1970年10月5日以公共電視網取代国家教育电视。
该基金会的首个国际外地办事处于1952年在印度新德里开幕。
整个20世纪50年代，基金会提供了艺术和人文奖学金，支持像约瑟夫·亚伯斯、詹姆斯·鲍德温、索尔·贝洛、Herbert Blau、E·E·卡明斯、弗兰纳里·奥康纳、Jacob Lawrence、Maurice Valency、Robert Lowell和瑪格麗特·米德等人的工作。1961年，科菲·安南从基金会获得教育补助金，在明尼苏达州圣保罗的Macalester学院完成学业。
在其“剧本计划”，该基金会帮助支持在专业地区剧院的作家，如旧金山的 Actor's Workshop 并提供类似的帮助给休斯顿的 Alley Theatre 和华盛顿的 Arena Stage。
1968年，基金会开始发放1200万美元，说服法学院将“法学院诊所”作为其课程的一部分。诊所旨在提供法律实践的实践经验，同时为穷人提供志愿法律服务。然而，许多人指责诊所被教授用来参与政治活动。有评论家認為基金会的財政投入是转折点，使这些诊所从传授实践经验转变为参与倡导左翼觀點。
在1967年和1968年，该基金会为纽约市公立学校的权力下放和社区控制提供了资金支持。海洋山－布朗斯维尔的分权化导致一些白人教师和行政人员被解雇，这激起了由联合教师联合会领导的全市教师罢工。
在1960年代末开始，持续到1970年代，该基金会扩展到民事权利诉讼，向民权诉讼团体提供了1800万美元。墨西哥美国法律辩护和教育基金于1967年成立，基金会拨款220万美元。同年，该基金会还资助了拉扎兹全国理事会的前身拉扎兹西南理事会的成立。1972年，基金会向美洲土著人权利基金提供了为期三年的120万美元赠款。1976年，该基金会帮助推出了格拉米银行，向孟加拉国的农村穷人提供小额贷款。格拉米银行及其创始人穆罕默德·尤努斯在2006年獲得诺贝尔和平奖，以表彰他们为开拓小额信贷领域而做出的贡献。
1987年，该基金会开始拨款资助艾滋病疫情，截止2010年的此项捐赠款总额为29,512,312美元。
1994年，美国作家和前哲学教授克里斯蒂娜·霍夫·索默斯（Christina Hoff Sommers）指控福特基金会资助了“性别女性主义”——一种放弃了女权主义对性别平等的追求，赞成对男性性别战争的意识形态。西班牙法官弗朗西斯科·塞拉诺·卡斯特罗在他2012年的书《性别的独裁统治》中发表了类似的声明。
2001年，基金会启动了其有史以来最大的、赠款总额为2.8亿美元为期12年的国际奖学金计划(IFP)。目前 IFP正在进入它的最后阶段。最终队列已经被选定，而这个项目也将在2013年结束。研究金学员代表了来自美国以外的历史上处于不利地位的群体。IFP已经成就了将近4,350名青年领袖。其中超过80%的人已经完成了他们的学业，现在正在为他们的家乡服务。
2003年，猶太電訊社以及其他一些美国新闻服务机构，批评该基金会支持了在2001年反对种族主义世界会议上被指控宣扬反犹太主义的巴勒斯坦非政府组织。在以众议员杰罗尔德·纳德勒为首的数个国会议员的压力下，该基金会做出了道歉，然后禁止了在它的受资助者中倡导“暴力、恐怖主义、偏见或对任何国家的破坏”的做法。这一举动本身引发了大学教务长和各种非营利团体之间在言论自由问题上的抗议。
该基金会与新的以色列基金的伙伴关系经常受到批评，原因就在于他们的受赞助者大多都是秉持自由主义理念的个人和事业团体。这种批评在2001年德班会议之后出现，在会上一些受该基金会资助的非政府组织支持了将以色列的政策与种族隔离制度等同起来、反对那些旨在取消以色列合法地位的团体等的一系列决议。作为回应，基金会通过了更严格资金标准。
2005年，密歇根州总检察长麦克·克斯发起了一场对基金会的调查，却最终适得其反。虽然该基金会总部设在纽约市，但它在 密歇根拥有特许权，相应的也就在该州部分管辖权治下。Cox专注于基金会的管理、董事会成员之间的潜在利益冲突、以及他所认为的基金会在该州慈善事业中的乏善可陈。在1998年至2002年期间，该基金为密歇根州慈善机构每年捐助了约250万美元，远远低于许多其他慈善机构的捐赠规模。而该基金会则反驳说，盖瑟研究委员会在1949年广泛审查和报告建议基金会将业务范围拓展到密歇根以外的国内及国际赠款。基金会的董事会批准了该报告，并随后投票决定在1953年把该基金迁至了纽约市。
多年来，基金会一直在基金会中心所编制的美国基金会资产与捐赠额年度排名中位列榜首；然而，近年来该基金会已经在榜单中下降了数个排位，尤其是比尔及梅琳达·盖茨基金会在2000年成立后。截至2013年5月4日，基金会在资产方面排名第二，在年度赠款方面排名第十。
在2011年，基金会宣布它将於2013年停止资助在以色列的項目。自2003年起，它通過新以色列基金向以色列的非政府组织提供4000萬美元，用於推进公民权利和人权，帮助阿拉伯裔以色列公民获得平等和促进以色列-巴勒斯坦的和平。來自福特基金会的撥款佔新以色列基金每年1500萬美元捐贈人指導捐款的大约三分之一。

### 与美国的关系
该基金会被指责由美国政府资助。 约翰·J·麦克洛伊，基金会的主席从1958-1965，故意雇用众多的代理，并根据的前提是一个关系与美国中央情报局是不可避免的，设立了一个三人委员会负责处理其要求。

## 主席
- 埃德塞尔·福特（创始人），1936-1943
- 亨利·福特二世，1943-1950
- 保罗·G·霍夫曼，1950-1953年
- H. Rowan Gaither，1953至1956
- Henry T. Heald，1956-1965
- 麦克乔治Bundy，1966-1979
- 富兰克林·托马斯，1979-1996
- 苏珊·贝里斯福特，1996-2007年
- Luis Ubiñas，2008-2013年
- 达伦·沃克，2013年-

## 延伸阅读
- Inderjeet Parmar, Foundations of the American Century: The Ford, Carnegie, and Rockefeller Foundations in the Rise of American Power. New York: Columbia University Press, 2012.
- Frances Stonor Saunders (2001), The Cultural Cold War: The CIA and the World of Arts and Letters, New Press, ISBN 1-56584-664-8. [Aka, Who Paid the Piper?: The CIA and the Cultural Cold War 1999, Granta (UK edition)].
- Edward H Berman The Ideology of Philanthropy: The influence of the Carnegie, Ford, and Rockefeller foundations on American foreign policy, State University of New York Press, 1983.
- Yves Dezalay and Bryant G Garth, The Internationalization of Palace Wars: lawyers, economists, and the contest to transform Latin American states, Chicago : University of Chicago Press, 2002.
- David Ransom, The Trojan Horse: A Radical Look at Foreign Aid, pub. 1975, pp. 93-116; "Ford Country: Building an Elite for Indonesia"[永久]

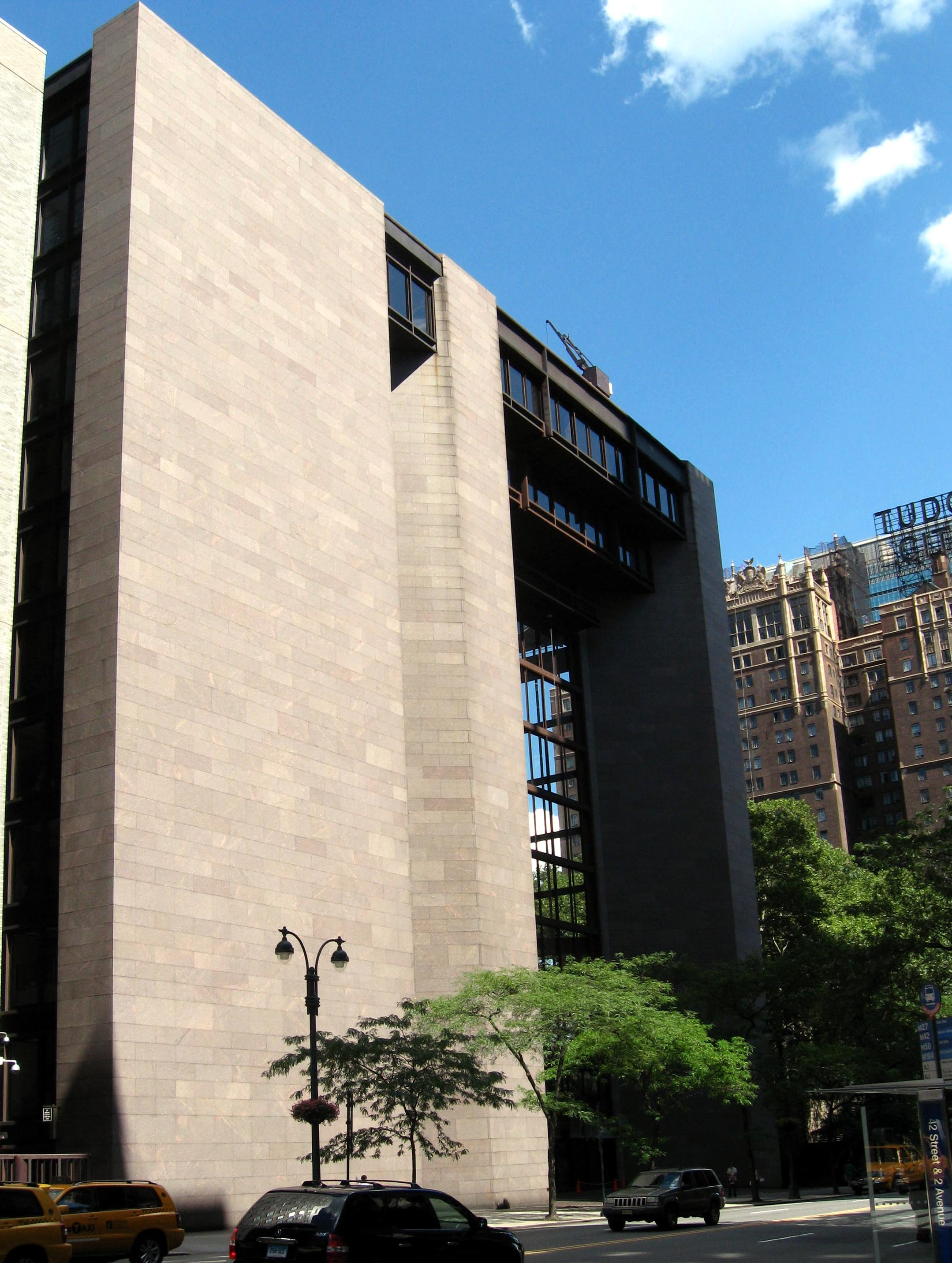
纽约总部

- Bob Feldman, "Alternative Media Censorship sponsored by CIA's Ford Foundation?"
- "Target Ford （页面存档备份，存于）" (2006), by Scott Sherman in The Nation.
- Ford Foundation, a philanthropic facade for the CIA （页面存档备份，存于） Voltaire Network, April 5, 2004.
- Time for Ford Foundation & CFR to Divest? Collaboration of the Rockefeller, Ford and Carnegie Foundations with the Council on Foreign Relations.
- The Ford Foundation and the CIA （页面存档备份，存于） A 2001 study by James Petras.
- Napoleon, Davi. Chelsea on the Edge: The Adventures of an American Theater The Ford Foundation gave the Chelsea Theater a grant in the early 1970s that enabled the theater to do groundbreaking multimedia work. The funding was abruptly halted after three years, an event that along with decreased funding from the National Endowment for the Arts helped precipitate the theater's collapse. This is a history that explores the on-stage and backstage dramas at the Chelsea, with special attention to how theaters are funded.